# Lou Rawls

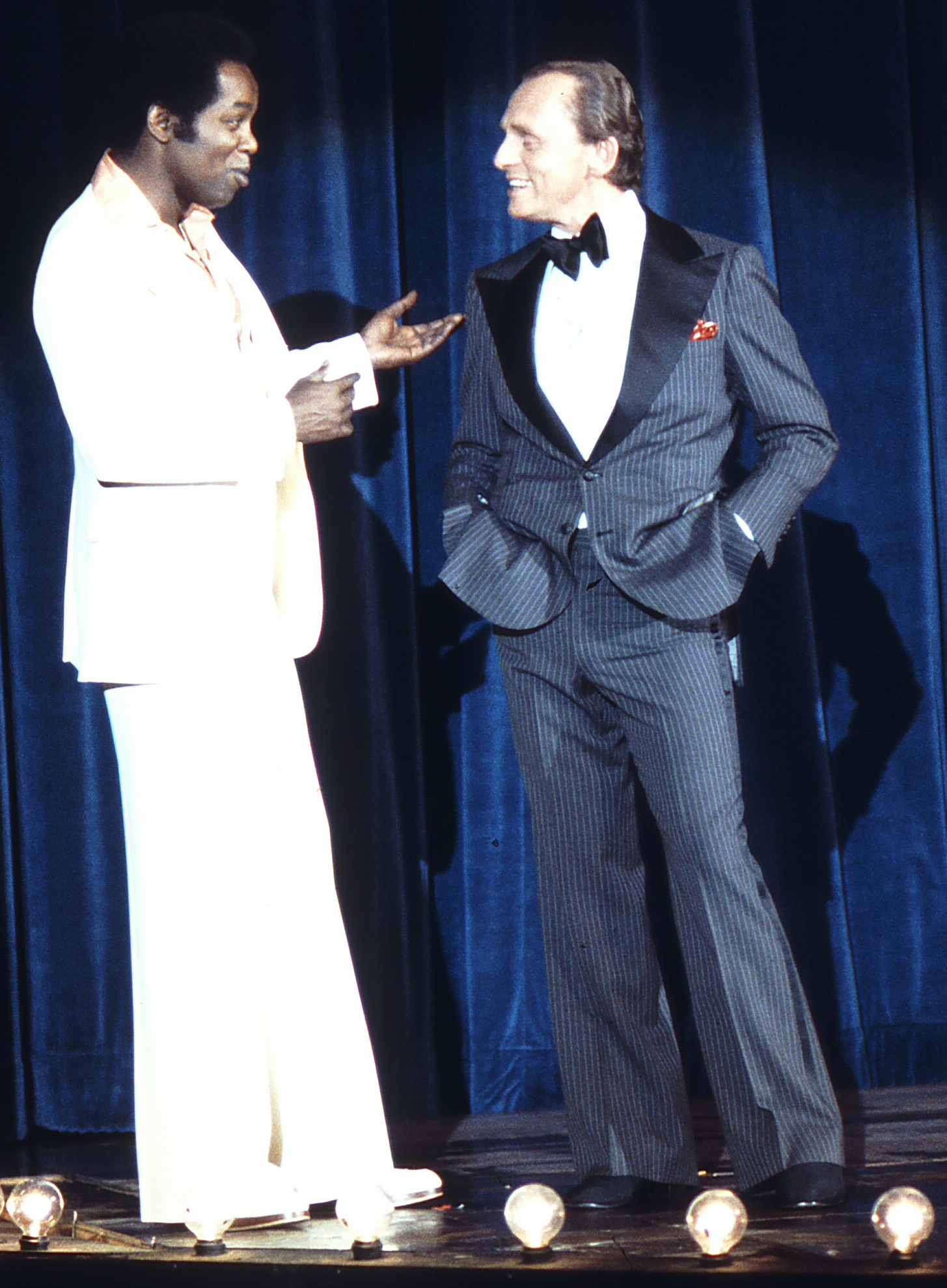
Lou Rawls (till vänster) tillsammans med Frank Gorshin.

Louis Allen "Lou" Rawls, född 1 december 1933 i Chicago, Illinois, död 6 januari 2006 i Los Angeles, Kalifornien, var en amerikansk soul-, jazz- och bluessångare från Chicago, känd för sin mjuka sångstil. Han spelade in över 70 musikalbum och medverkade även som skådespelare i ett antal filmer och i TV, samt var röstskådespelare till tecknad film.
En av hans mest kända hits var "You'll Never Find Another Love Like Mine", inspelad 1976 från albumet "All Things in Time".

## Filmografi (urval)
- 1978 – Mupparna (TV-serie) (1 avsnitt)
- 1981 – Stuntmannen (TV-serie) (1 avsnitt)
- 1983 – Fantasy Island (TV-serie) (1 avsnitt)
- 1992 – Baywatch (TV-serie) (1 avsnitt)
- 1995–1996 – Baywatch Nights (TV-serie) (22 avsnitt)
- 1995 – Farväl Las Vegas
- 1998 – Blues Brothers 2000
- 1998 – The Rugrats Movie (röstroll)